# Visite du marquis de La Fayette aux États-Unis

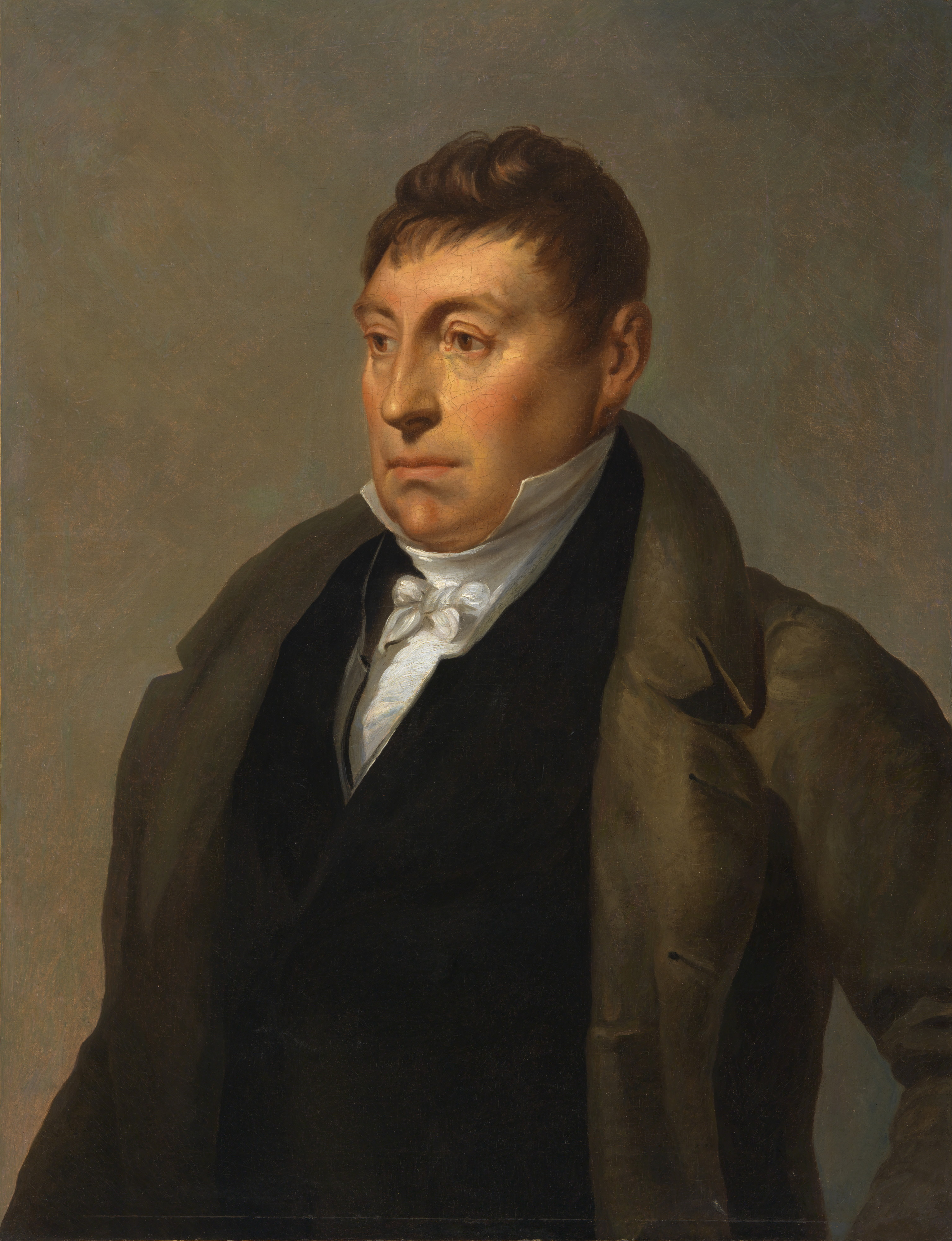
Portrait du général La Fayette (par Matthew Harris) en 1825

La visite du marquis de La Fayette aux États-Unis s'effectue du mois de juillet 1824 au mois de septembre 1825, visite au cours de laquelle il parcourt les 24 États des États-Unis. Lors des nombreuses étapes de cette tournée, il est reçu par la population avec un accueil de héros et de nombreux honneurs et monuments lui sont présentés pour commémorer et honorer la mémoire de sa visite. Son séjour dure un an et 23 jours et il célèbre son 68e anniversaire, lors d'un banquet à la Maison-Blanche avec le président John Quincy Adams, la veille de son départ pour le retour en France.

## Raison de la visite
Le marquis de La Fayette a emmené des troupes aux côtés de George Washington dans la Révolution américaine plus de 40 ans auparavant. Il a combattu dans plusieurs batailles cruciales dont la bataille de Brandywine en Pennsylvanie et le siège de Yorktown en Virginie.
Le marquis est rentré en France et a poursuivi une carrière politique défendant les idéaux de liberté que représentait la jeune république des États-Unis. Alors que la monarchie constitutionnelle des Bourbon est en place en France depuis au moins dix ans, au printemps de 1824, le roi Louis XVIII est cloué dans un fauteuil roulant et souffre de graves problèmes de santé qui s'avéreront fatals à la fin de l'été. En outre, La Fayette est surveillé par le roi mourant. Après que le marquis a quitté le Parlement français en 1824, le président James Monroe l'invite à visiter les États-Unis, en partie pour inculquer l'« esprit de 1776 » à une nouvelle génération d'Américains et en partie pour célébrer le 50e anniversaire de la nation.

## Le groupe de voyage
Lors de son voyage, il visite tous les États américains et parcourt plus de 6 000 km,. La Fayette est accompagné, entre autres, par son fils Georges Washington de La Fayette.
Pendant une partie du voyage, La Fayette est également accompagné par la réformatrice sociale Fanny Wright. Les principaux moyens de transport pour le groupe sont la diligence, le cheval, la barge de canal et le bateau à vapeur.

## Célébrations de bienvenue

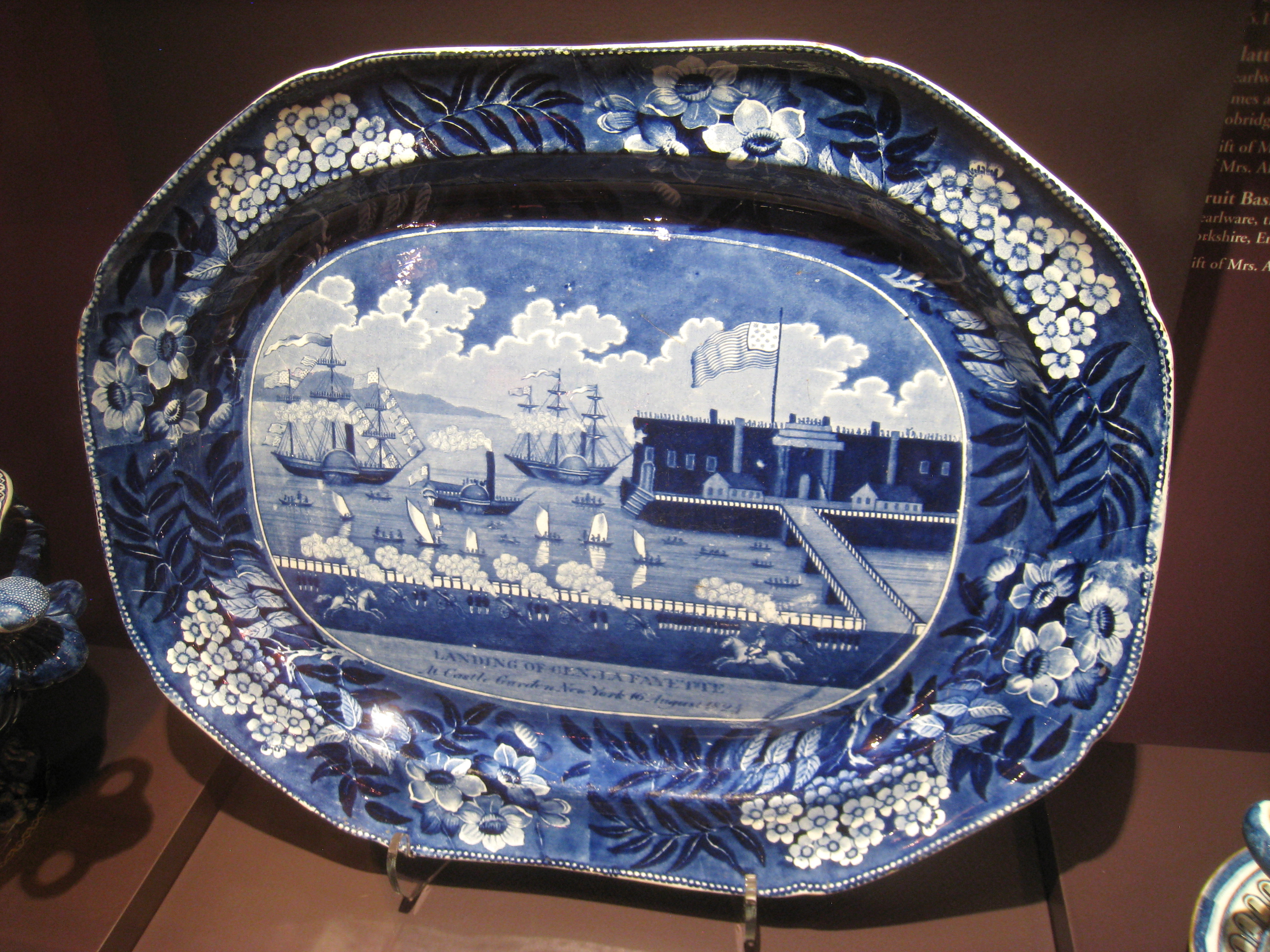
Arrivée du général La Fayette à Castle Garden, New York, 16 août 1824

Différentes villes célèbrent de différentes manières. Certaines organisent des défilés ou effectuent un salut d'artillerie. Dans certains endroits, les élèves sont amenés pour accueillir le marquis. D'anciens combattants de la guerre, dont certains sont sexagénaires ou septuagénaires, accueillent le marquis et certains dînent avec lui. Lors d'une tournée à Yorktown, il reconnaît et embrasse James Armistead Lafayette, un esclave affranchi qui a adopté son nom de famille pour honorer le marquis (il fut le premier espion agent double des États-Unis); l'histoire de l'événement est rapportée par le Richmond Enquirer.

## Chronologie générale
Le marquis quitte la France le 13 juillet 1824 sur un navire marchand américain, le Cadmus. La Fayette commence sa grande tournée le 15 août 1824 lorsqu'il arrive à Staten Island, New York. Il parcourt les États du nord et de l'est à l'automne de 1824, avec des arrêts à Monticello pour rencontrer Thomas Jefferson et à Washington où il est reçu à la Maison-Blanche par le président James Monroe. La Fayette commence sa tournée du Sud des États-Unis en mars 1825, et arrive à Fort Mitchell au bord de la Chattahoochee le 31 mars.

## Chronologie détaillée

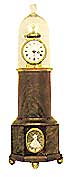
de la main de Simon Willard pour commémorer la visite du marquis à la bibliothèque de la Maison-Blanche

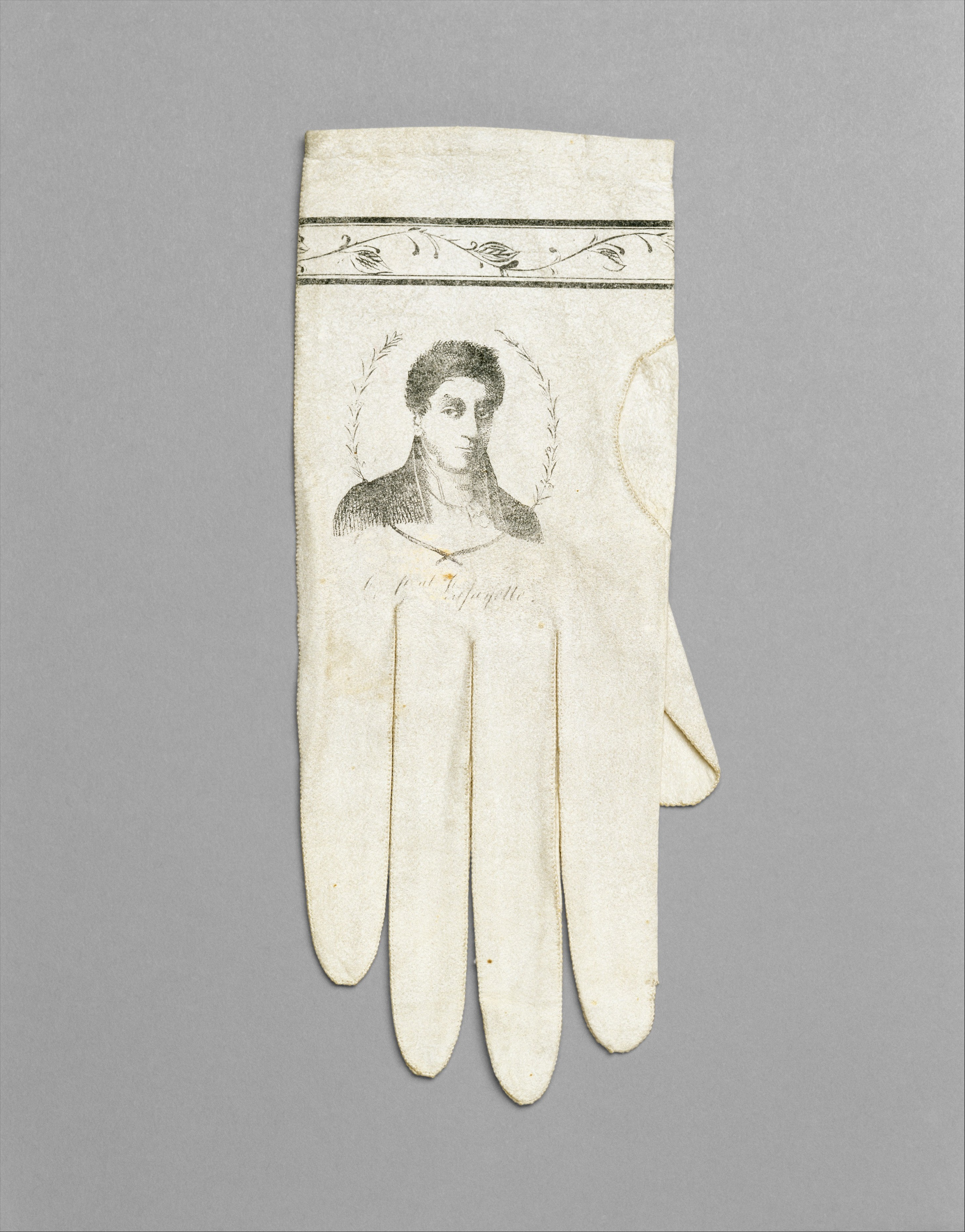
Gants au portrait de Lafayette, destinés à commémorer sa visite aux États-Unis.

### 1824
- 13 juillet – La Fayette quitte la France.
- 15 août – Arrivée à Staten Island, New York.
- 20 août – Il quitte New York[10] et se rend à Bridgeport, s'arrêtant en cours de routes à Harlem, Nouvelle-Rochelle[10] au pont de Byram et Putnam Hill à Greenwich, Stamford, Norwalk, Saugatuck (Westport) et Fairfield avant d'atteindre Bridgeport et d'y résider à l'hôtel Washington[11].
- 21–24 août – Poursuit son voyage et s'arrête à New Haven dans le Connecticut; Providence Rhode Island; Stoughton dans le Massachusetts et Boston[10].
- 25 août – Arrive à Cambridge dans le Massachusetts[10]. Pendant les jours suivants, il rend visite à l'ancien président John Adams dans la propriété de ce dernier à Peacefield, à Quincy.
- 31 août – Quitte Boston, continue son voyage et s'arrête à Lexington, Concord, Salem, Marblehead et Newburyport[10].
- 1er septembre – Visite de Portsmouth dans l'État du New Hampshire[10].
- 2 septembre – Visite de Boston et Lexington, Massachusetts[10].
- 3 septembre – Visite de Worcester dans le Massachusetts et Tolland dans le Connecticut[10].
- 4 septembre – Visite de Hartford et Middletown dans le Connecticut[10].
- 5 septembre – Arrivée à New York[10].
- 11 septembre – Célèbre le 47e anniversaire de la bataille de Brandywine en compagnie de résidents français à New York[12].
- 28 septembre – Visite à Philadelphie avec un discours à la State House (Independence Hall) sous les arches triomphales de l'architecte de Philadelphie William Strickland.
- 6 octobre – La Fayette est escorté à Wilmington dans l'État du Delaware par la grande loge des francs-maçons du Delaware[13].
- 12 octobre – Arrivée de La Fayette dans le District de Columbia[14].
- 15 octobre – Passe toute la soirée à la Arlington House, bien qu'il retourne à son hôtel à Washington pour la nuit.
- 17 octobre – Dans l'État de Virginie, La Fayette visite mount Vernon et la tombe de George Washington.
- 18–19 octobre – La Fayette arrive par bateau à vapeur à Petersburg dans l'État de Virginie, pour visiter Yorktown à l'occasion des festivités marquant le 43e anniversaire de la bataille.
- 19–22 octobre – La Fayette visite Williamsburg et le Collège de William et Mary.
- 22 octobre – Arrivée à Norfolk en Virginie en bateau à vapeur depuis Petersburg et y passe quatre jours ainsi qu'à Portsmouth[15],[16],[17].
- Octobre – Arrivée à Richmond dans l'État de Virginie sur un vapeur en provenance de Norfolk[18]. Edgar Allan Poe se trouve parmi la garde d'honneur de la jeunesse à Richmond qui l'accueille à son arrivée.
- 4 novembre – La Fayette rend visite à l'ancien président Thomas Jefferson à Monticello.
- 8 novembre – Il assiste à un banquet public à l'université de Virginie près de Charlottesville[19].
- Début décembre – La Fayette séjourne à Washington, visite la Maison-Blanche, rencontre plusieurs fois le président James Monroe ainsi que des proches de George Washington. Il visite le Navy Yard et Columbian College. Les 8 et 9 décembre il effectue des visites officielles au Sénat et prend la parole devant le Congrès des États-Unis à la Chambre des représentants[12].
- 15 décembre – La Fayette est fêté lors de la première cérémonie de début de l'université George Washington à Washington[20].
- 17 décembre - La Fayette arrive à Annapolis dans l'État du Maryland à 15 h, est reçu dans la salle du Sénat et visite Fort Severn. Il assiste à un bal ce même soir. Il est formellement reçu au Capitole de l'État du Maryland le 20 décembre[21].
- 24 décembre - La Fayette arrive au Jug Bridge enjambant la Monocacy River (en) sur le National Pike à l'est de Frederick dans l'État du Maryland.

### 1825

#### Janvier 1825
- 1er janvier – Assiste à un banquet offert par le Congrès[14].
- 19 janvier – Visite Baltimore et part le 20 janvier sur un bateau à vapeur à destination de Norfolk, en route pour visiter l'Assemblée législative de la Virginie à Richmond[22].

#### Février 1825
- 23 février 1825 - La Fayette entame la partie sud de sa tournée[23]. Parce que la route de Richmond à Raleigh est parcourue en diligence sur de mauvaises routes, le groupe est obligé d'emprunter la sablonneuse Lower Road par Suffolk et Halifax[24].
- 25 février - Le 25 février 1825, La Fayette accorde un entretien au Pennsylvania Packet (en), l'un des principaux journaux de Philadelphie, au cours duquel il rappelle sa blessure à Brandywine[25].
- 26 février - La première étape nocturne de La Fayette en Caroline du Nord se passe à l'Indian Queen Inn de Murfreesboro[26].
- 27 février - Au matin, La Fayette parcourt environ 36 km jusqu'à Northampton Court House (de nos jours Jackson en Caroline du Nord) où il rencontre le comité d'accueil officiel de Caroline du Nord[26] et séjourne à la Eagle Tavern à Halifax[27].
- 28 février - Le groupe traverse Enfield[24] et la rivière Tar aux chutes[24] (qui se trouvent de nos jours à Rocky Mount). Il passe la nuit à la taverne du colonel Allen Rogers à Rogers Crossroads (en) dans la partie est du comté de Wake. Ils poursuivent bientôt vers Raleigh[24].

#### Mars 1825
- 1er mars - La Fayette et son entourage voyagent de Raleigh à sa ville éponyme Fayetteville[24].
- 2–3 mars – Séjourne à Raleigh : La Fayette retrouve le colonel William Polk (en) qui a combattu à ses côtés à la bataille de Brandywine où tous deux ont été blessés[28].
- 15 mars - La Fayette arrive à Charleston en Caroline du Sud et jouit de trois jours de bals, de feux d'artifice et de rencontres. Les retrouvailles avec Francis Huger, fils de son camarade Benjamin Huger de la guerre d'indépendance, revêt une importance particulière à Charleston, puisque Francis a essayé de libérer La Fayette d'une prison autrichienne vers 1795[29].
- 18 mars – La Fayette est accueilli à Beaufort, en Caroline du Sud par une salve de 13 canons et parle aux citoyens de la John Mark Verdier House (en)[30].
- 19 mars – La Fayette arrive à Savannah dans l'État de Géorgie.
- 21 mars – Lors d'une cérémonie au Johnson Square, La Fayette pose la première pierre d'un mémorial dédié au général Nathanael Greene, héros de la guerre révolutionnaire[31].
- 23 mars - Le groupe remonte le fleuve Savannah par bateau à vapeur et arrive à Augusta[32].
- 25 mars - Le groupe voyage le long de la Milledgeville Stage Road jusqu'à Warrenton en Géorgie[33].
- 26 mars - La Fayette continue vers Sparta[32].
- 27 mars – La Fayette arrive in Milledgeville (capitale de la Géorgie depuis 1804)[32] où il rencontre le gouverneur George Michael Troup[32] lors d'une réception fastueuse sur les terrains du Capitole[34]. La Fayette passe une nuit dans la maison Gachet, Registre national des lieux historiques du comté de Lamar en Géorgie[31].
- 29 mars - La Fayette quitte la capitale tôt le matin et atteint Macon, Géorgie à midi. Il pénètre alors dans le territoire des Indiens Creeks et visite l'agence des Indiens (en) Creeks dans le comté de Crawford[32].
- 30 mars - Toujours traversant le pays Creeks, le groupe passe la nuit dans une barque couverte de chalets en rondins dans ce qui est de nos jours le Comté de Chattahoochee[32].
- 31 mars – La Fayette traverse la Chattahoochee pour arriver en Alabama et réside au Fort Mitchell, Alabama (en). Après une nuit au fort, ils commencent leur route vers l'ouest en direction de Montgomery accompagné d'une escorte militaire au travers du territoire des Creeks[3].

#### Avril 1825
- 3 avril – Arrivée à Montgomery.
- 4–6 avril – La Fayette et ses accompagnateurs embarquent sur deux bateaux, le Balize et le Henderson font route sur la rivière Alabama jusqu'à Selma, à travers la capitale malheureuse, nouvellement installée de Cahaba puis rencontre les membres de la colonie française de réfugiés Vine and Olive (proche de la moderne Demopolis). Le groupe fait une brève halte à Claiborne[3].
- 7 avril – Arrivée à Mobile, Alabama[3].
- 8 avril – Le gouverneur Pickens accompagne La Fayette par bateau à vapeur en descendant la baie de Mobile jusqu'à Mobile Point où il se joint à une fête de bienvenue officielle de Louisiane. Il embarque à bord de l'original steamer Natchez (en) (construit en 1823) qui l'emmène à La Nouvelle-Orléans afin de continuer sa tournée d'Amérique[3].
- 11 avril – Arrivée à Chalmette (Louisiane) (site de la bataille de La Nouvelle-Orléans en 1815)[35]. La Fayette demeure à La Nouvelle-Orléans pendant plusieurs jours de festivités et loge au Cabildo[35] (site des cérémonies de transfert de la vente de la Louisiane en 1803).
- 15 avril – Départ de La Nouvelle-Orléans sur le steamer Natchez en remontant le Mississippi en direction de Bâton-Rouge[35].
- 16 avril – Après un bref arrêt à la pointe de Duncan, à huit miles sous Bâton-Rouge, Lafayette est reçu dans la ville pour une réception et un banquet qu'il quitte juste avant la nuit[35],[36],[37].
- 29–30 avril - Visite de Saint-Louis dans le Missouri[38], puis de Kaskaskia dans l'Illinois, en aval de Saint-Louis.

#### Mai 1825
- 4 mai – Arrivée à Nashville.
- 8–9 mai – le vapeur Mechanic, qui transporte La Fayette et ses accompagnateurs à Louisville dans le Kentucky, coule dans la rivière Ohio. Tous les passagers atteignent la côte sains et saufs mais La Fayette perd des biens et de l'argent[39]. Le groupe est pris le lendemain par le bateau à vapeur Paragon qui passe ce jour-là[8],[40].
- 11–13 mai – La Fayette demeure à Louisville.
- 14 mai – Assiste à un dîner et un bal à Frankfort (Kentucky).
- 15 – Passe la nuit chez le major John Keene, à 5 miles de Lexington (Kentucky).
- 16–17 mai – Assiste à une parade militaire et prend la parole à l'université Transylvania et à l'Académie féminine de Lexington[41].
- 18 mai – Arrivée à Georgetown, Kentucky.
- 19–20 mai – Séjour à Cincinnati, Ohio.
- 21 mai – Arrivée à Maysville, Kentucky.
- 24 mai – Visite Wheeling (Virginie-Occidentale)[8].
- 25 mai – Visite Washington en Pennsylvanie[8], dîner au Pioneer Grill (The George Washington Hotel) et séjour au Globe Inn (en)[42].
- 29 mai – Visite Braddock (Pennsylvanie)[8].
- 30–31 mai – Séjour à Pittsburgh[8].

#### Juin 1825
- 1er juin – Arrive à Butler en Pennsylvanie où il passe la nuit.
- 4 juin – La Fayette donne un discours à Eagle Tavern, Lafayette Square, Buffalo. Il suit une partie de la route du canal Érié encore inachevé de Buffalo à travers New York[12].
- 7 juin – Il rencontre des anciens combattants locaux de la guerre révolutionnaire à Silvius Hoard's Tavern, Rochester (New York).
- 17 juin - La Fayette pose la pierre angulaire de Bunker Hill Monument pendant la célébration du 50e anniversaire de la bataille de Bunker Hill à Charlestown, Boston, Massachusetts. Il est accompagné de Daniel Webster qui donne un discours enflammé[12].
- 27 juin — Arrivée tardive (~22 h) à Claremont, New Hampshire[43].
- 28 juin — Tôt le matin, La Fayette traverse le Vermont au pont de Cornish. Il fait route vers le nord, traverse Woodstock à 11 h et emprunte une diligence au travers des montagnes vers Barnard et Royalton. Il traverse Randolph; Il y aurait rencontré le jeune Justin Smith Morrill (en) et le futur sénateur Dudley Chase (en). Il est escorté par le gouverneur Cornelius P. Van Ness (en) et d'autres jusqu'à la ville de Barre pour prendre part à de grandes fêtes à Montpelier qui comprennent des discours par le juge à la Cour suprême Elijah Paine (en) et d'autres. Il passe la nuit à Montpelier au The Pavilion[43].
- 29 juin — La Fayette rencontre des groupes de femmes puis quitte Montpelier pour Burlington, Vermont et Whitehall[43].

#### Juillet 1825
- 14 juillet - Assiste à un banquet donné en son honneur à Sansay House à Morristown dans le New Jersey[44].
- 15 juillet - Assiste à une réception à Waverly House dans Bottle Hill, de nos jours Madison dans le New Jersey, en route pour Springfield[45],[46],[47].
- 20 juillet – Visite des quartiers Germantown et Chestnut Hill près de Philadelphie[10],[48].
- 25 juillet – Nouvelle visite à Wilmington dans le Delaware[13].
- 26 juillet – Départ de Chester en Pennsylvanie pour le champ de bataille de Brandywine (en) et fin de la journée à West Chester en Pennsylvanie[10].
- 27 juillet – Quitte West Chester pour Lancaster.
- Fin juillet – Quitte Lancaster pour Baltimore dans le Maryland, via Port Deposit et Havre de Grace. Passe deux jours à Baltimore[10].

#### Août 1825
- Fin août – La Fayette retourne à Mount Vernon[49].

#### Septembre 1825
- 6 septembre – La Fayette arrive à Washington, où il rencontre le nouveau président américain John Quincy Adams, s'adresse à une session conjointe du Congrès et célèbre son 68e anniversaire lors d'un banquet à la Maison-Blanche avec le président Adams[12].
- 7 septembre – La Fayette quitte Washington et retourne en France sur la frégate Brandywine[5].

## Distinctions reçues au cours du voyage
Fayetteville en Caroline du Nord lui doit son nom. Le Collège de William et Mary lui confère le 20 octobre 1824 le diplôme honorifique de docteur en droit. Vers la fin de ce voyage, il reçoit de nouveau la citoyenneté d'honneur du Maryland (Lafayette était déjà un citoyen américain natif de par sa citoyenneté du Maryland pré-Constitution). Le Congrès des États-Unis vote pour lui accorder la somme de 200 000 $ et un township de terres à Tallahassee, connu sous le nom Lafayette Land Grant (en),.

## 1825: convoyage de retour du marquis de La Fayette en France
Le marquis ayant exprimé son intention de retourner en France dans le courant de la fin de l'été ou au début de l'automne 1825, le président John Quincy Adams décide qu'un navire de guerre américain ramènera le marquis en Europe. Adams choisit une frégate de 44 canons de construction récente (à l'origine nommée Susquehanna) pour cet honneur et en conséquence, en geste d'affection de la nation pour La Fayette, la frégate est rebaptisée Brandywine pour commémorer la bataille dans laquelle le Français a versé son sang pour la liberté américaine. Lancé le 16 juin 1825 et baptisé par le maître de voile Marmaduke Dove, le Brandywine est déclaré bon pour le service le 25 août 1825 sous le commandement du capitaine Charles Morris.
La Fayette participe à un dernier dîner d'État pour fêter son 68e anniversaire le soir du 6 septembre puis embarque sur le vapeur Mount Vernon le 7 pour un voyage en aval afin de rejoindre le Brandywine. Le 8, la frégate quitte le Potomac et descend la baie de Chesapeake vers le grand large.
Comme il se trouve sur le Brandywine prêt au départ, le général Isaac Fletcher (en) transmet les salutations de son compatriote de la guerre d'indépendance le général William Barton (en) et l'informe de la situation de ce dernier qui est en prison pour dettes à Danville depuis 14 ans. La Fayette paie rapidement l'amende de Barton et lui permet ainsi de retourner auprès de sa famille dans le Rhode Island.
Après trois semaines de tempête en mer, le navire de guerre arrive au large du Havre au début du mois d'octobre et, après une certaine appréhension initiale vis-à-vis de l'attitude du gouvernement relativement au retour de La Fayette dans une France désormais dirigée par le roi Charles X, le passager d'honneur du Brandywine est de retour chez lui.

## Source de la traduction
- (en) Cet article est partiellement ou en totalité issu de l’article de Wikipédia en anglais intitulé « Visit of the Marquis de Lafayette to the United States » (voir la liste des auteurs).